# 卡齊米日·柯迪萊夫斯基
卡齊米日·柯迪萊夫斯基（Kazimierz Kordylewski，1903年10月11日—1981年3月11日），波蘭天文學家。 

## 經歷
柯迪萊夫斯基生於波茲南，就讀於波茲南大學和亞捷隆大學，並於1932年取得博士學位。
1956年柯迪萊夫斯基宣稱發現了柯迪萊夫斯基雲，是指地球－月球系統L4和L5拉格朗日點上由大量塵埃聚集生成的雲氣。之後在2018年10月，柯迪萊夫斯基雲的存在被確認。

## 外部連結
- A page about Kazimierz Kordylewski
- KAZIMIERZ KORDYLEWSKI （页面存档备份，存于）